# Jumanji
Jumanji er en amerikansk fantasy film instrueret af Joe Johnston og baseret på Chris Van Allsburgs populære novelle fra 1981 af samme navn. Historien omhandler et overnaturligt og ildevarslende brætspil, der får dyr og andre junglevæsener komme frem ved hvert terningkast. Dyre, state of the art computergrafikere blev ansat af Industrial Light & Magic til at lave specialeffectsene. I filmen medvirker Robin Williams, Bonnie Hunt, Kirsten Dunst, Bradley Pierce og Jonathan Hyde.

## Handling
I starten af filmen befinder vi os i 1969. Lille 12-årige Alan Parrish har rige forældre, og mere skal der ikke til for at være et stort mobbeoffer for skolens bølle Billy Jessup og hans venner. Alan er nemlig ven med chefbøllens kæreste, Sarah Whittle og dette kan bøllen ikke godtage. En dag får han bank af den hårde bølle og hans slæng, men en mystisk trommelyd får hurtigt Alan til at glemme hændelsen, og tiltrækker ham mod en bygningsplads. Her finder han et mystisk brætspil nedgravet i mudderet. Spillet hedder Jumanji, og Alan tager det med sig hjem. Forældrene skal til møde, så han er alene i huset. Spillet tiltrækker ham, men før han får tænkt mere står Sarah på trappen. Først vil Alan ikke invitere hende ind. Men så starter trommerne fra Jumanji, og de bliver begge trukket mod spillet. De sætter sig ned og kaster terningene. En lille brik bevæger sig på egen hånd, skrift kommer flydende frem i en cirkel på brettet.; ”In the jungle you must wait , til the dice read five or eight.” Alan forsvinder ind i spillet.

26 år senere flytter de forældreløse børn Peter (Bradley Pierce) og Judy (Kirsten Dunst) ind i det samme hus sammen med sin tante Nora (Bebe Neuwirth, Lilith fra ”Cheers”). Forældrene døde i en trafikulykke for kun to år siden, og hændelserne har sat spor. Judy er en notorisk løgner, mens Peter ikke snakker til andre end sin søster. Men snart skal de få helt andre ting at tænke på. Børnene hører de samme trommer i huset. Og en skadedyrsudrydder dukker op for at fortælle om lille Alan, der forsvandt for mange år siden. Det siges at hans far dræbte ham og gemte liget i huset. En dag da tanten går ud, tager nysgerrigeheden overhånd i ledningen efter trommene. Børnene finder Jumanji, og og starter spillet. Der går ikke længe før både hus og by er invaderet af insekter, aber, en løve, krokodiller, elefanter, slyngplanter, en snobbet junglejæger osv. samt Alan, som nu er blevet voksen.

## Medvirkende
| Skuespiller       | Rolle                   |
| ----------------- | ----------------------- |
| Robin Williams    | Alan Parrish            |
| Jonathan Hyde     | Van Pelt og Sam Parrish |
| Bonnie Hunt       | Sarah Whittle           |
| Kirsten Dunst     | Judy Shepherd           |
| Bradley Pierce    | Peter Shepherd          |
| Bebe Neuwirth     | Nora Shepherd           |
| David Alan Grier  | Carl Bentley            |
| Adam Hann-Byrd    | unge Alan Parrish       |
| Laura Bell Bundy  | unge Sarah Whittle      |
| Patricia Clarkson | Carol Anne Parrish      |

## Efterfølgere

### Tv-serie
Filmen blev året efter efterfulgt af en animeret tv-serie. Tv-serien (som har samme navn som filmen) kørte på amerikansk TV fra 1996 til 1998. I Danmark blev tv-serien vist på DR1 og senere på DR Ramasjang i 2009.
Tv-serien handler om en anderledes version af hvordan Judy og Peter fandt spillet, og om hvordan de mødte Alan.

### Andre film
- Jumanji: Welcome to the Jungle
- Jumanji: The Next Level